# 布赫利驱动方式

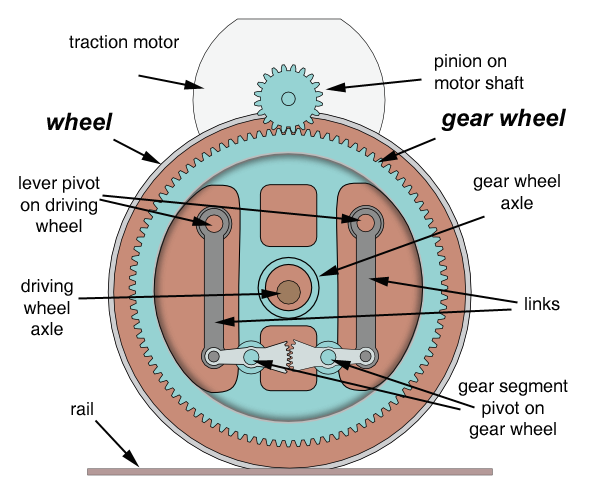
布赫利驱动装置构造示意图

布赫利驱动方式（德語：Buchli-Antrieb）是铁路机车使用的架悬式牵引传动装置类型之一，由瑞士勃朗-包维利股份公司（BBC）设计生产，并以发明者雅各布·布赫利（Jakob Buchli，1876年—1945年）的名字命名。这种驱动装置将牵引电动机固定地安装在车体底架上，通过具有连杆关节机构的牵引齿轮向轮对传递扭矩，使其能够吸收机车行驶时轮对各个方向的跳动。

## 结构特点

### 典型结构

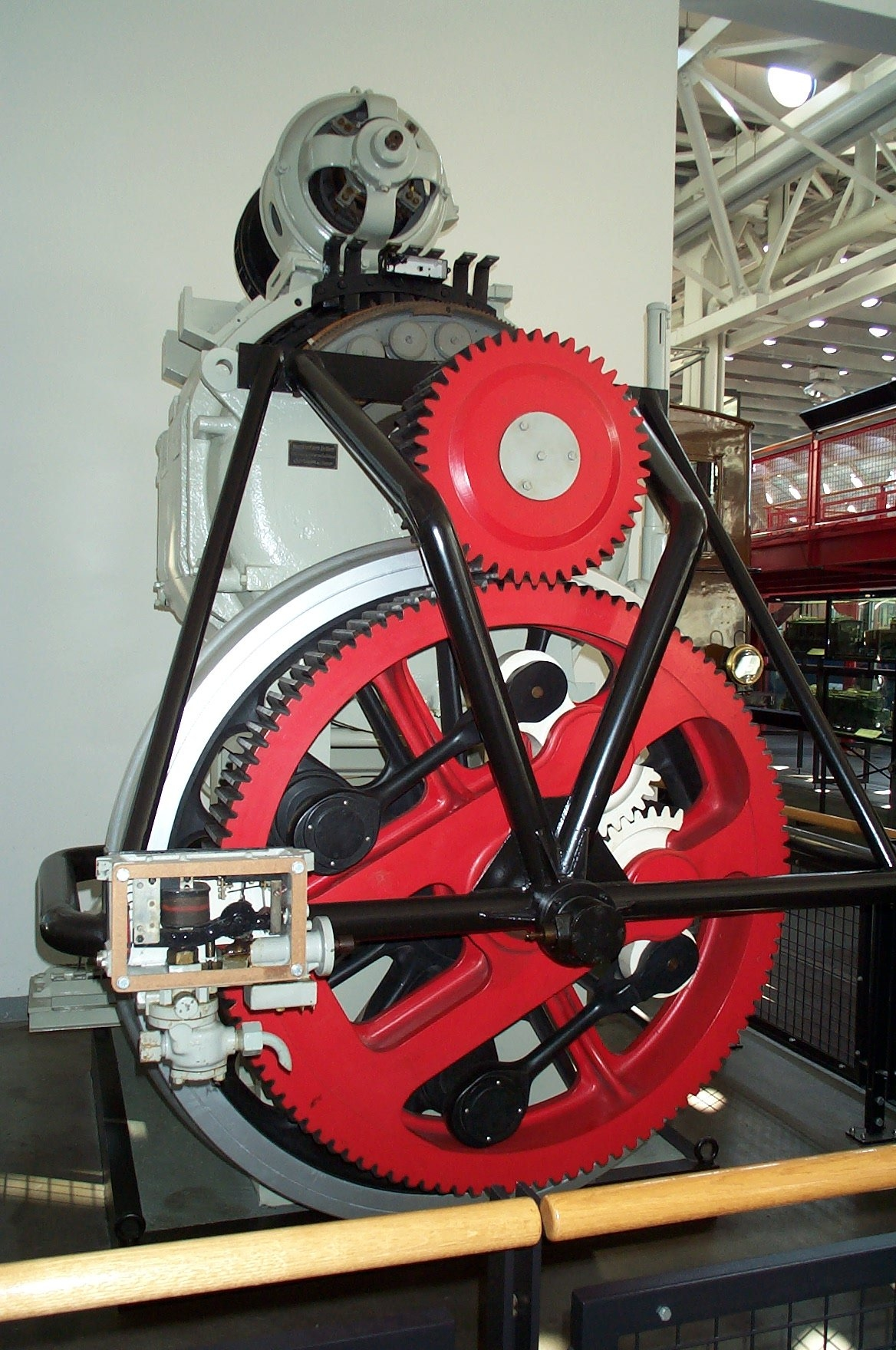
展示于瑞士交通博物馆的布赫利驱动装置

在这种驱动装置的典型结构形式中，牵引电动机固定地安装在车架式机车的车体底架上，并且垂直安装在其驱动车轴的正上方，牵引从动齿轮（大齿轮）亦通过销轴支座与车架相连，以保持机车运转时的齿轮中心距不变。弹性联轴器由两根连杆、两根主槓桿、销轴支座、齿轮罩等部分组成，连杆的一端安装在动轮的两个销轴上，另一端则通过叉形接头固定于主槓桿的球形端部，主槓桿通过中间销轴支座与大齿轮相连，而两根主槓桿的另一端还有扇形齿轮以相互联接，从而保证两根连杆永远保持平行。连杆销轴亦采用了球形设计，使驱动装置可以在运用要求的范围内，适应动轮与大齿轮之间的横向、径向、角度位移，一般最大垂直位移可达±40毫米，最大横向位移可达±25毫米。牵引电动机输出的扭矩通过电枢轴、主动齿轮（小齿轮）、大齿轮、主槓桿、连杆传递至轮对。
大齿轮安装在一个独立的销轴上转动，该销轴被固定在与车架相连的销轴支座上，销轴支座同时也是齿轮罩的一部分；由于这种驱动装置不会发生齿轮相对齿轮轴的倾斜，因此将大齿轮销轴设计成锥形结构。后来，有些机车又采用了经过改良的大齿轮支承方式，例如瑞士联邦铁路的Ae 4/7型电力机车，利用贯通各个动轮的辅助框架作为大齿轮销轴的支座，并将该框架与比较容易制造的齿轮罩分开，辅助框架与主车架之间用横向和纵向的加强支撑相连成一个整体，因此可以籍此减轻主车架的结构重量，以焊接车架取代重量大成本高的铸钢车架。
布赫利驱动方式采用自动循环润滑系统，为牵引齿轮及关节机构进行润滑。齿轮罩壳上有为输入润滑油而设注油口，大齿轮的下半部分浸在齿轮罩油池之中，当机车运转时通过大齿轮旋转产生的离心力，将润滑油带到齿轮罩上半部的油腔内，并经过油腔底部的滤清器来过滤杂质；然后润滑油又进入一个与大齿轮联动的离心式油泵，经润滑油通道先后向大齿轮销轴、主槓桿销轴、扇形齿轮、连杆关节等部位供油润滑，最后润滑油又流回油腔，从而实现自动循环。
这种驱动装置使重量较大的牵引电动机成为簧上重量，有效减轻了车轴簧下重量和轮轨之间的作用力。此外，牵引电动机亦无需直接承受从轮对传递而来的振动冲击，改善了牵引电动机和牵引齿轮的工作条件及使用寿命。然而，由于牵引电动机和驱动装置只能布置在车体的其中一侧，为了保持车体重心位于车体纵向中心线上，除牵引电动机以外的其他较重设备需要布置在另外一侧。因此，除非使用下述的双边齿轮双边传动结构，采用布赫利驱动装置的机车大多都具有非对称外观，驱动侧的车轮几乎完全被齿轮罩覆盖，而非驱动侧的车轮则是清楚可见的。

### 特殊结构

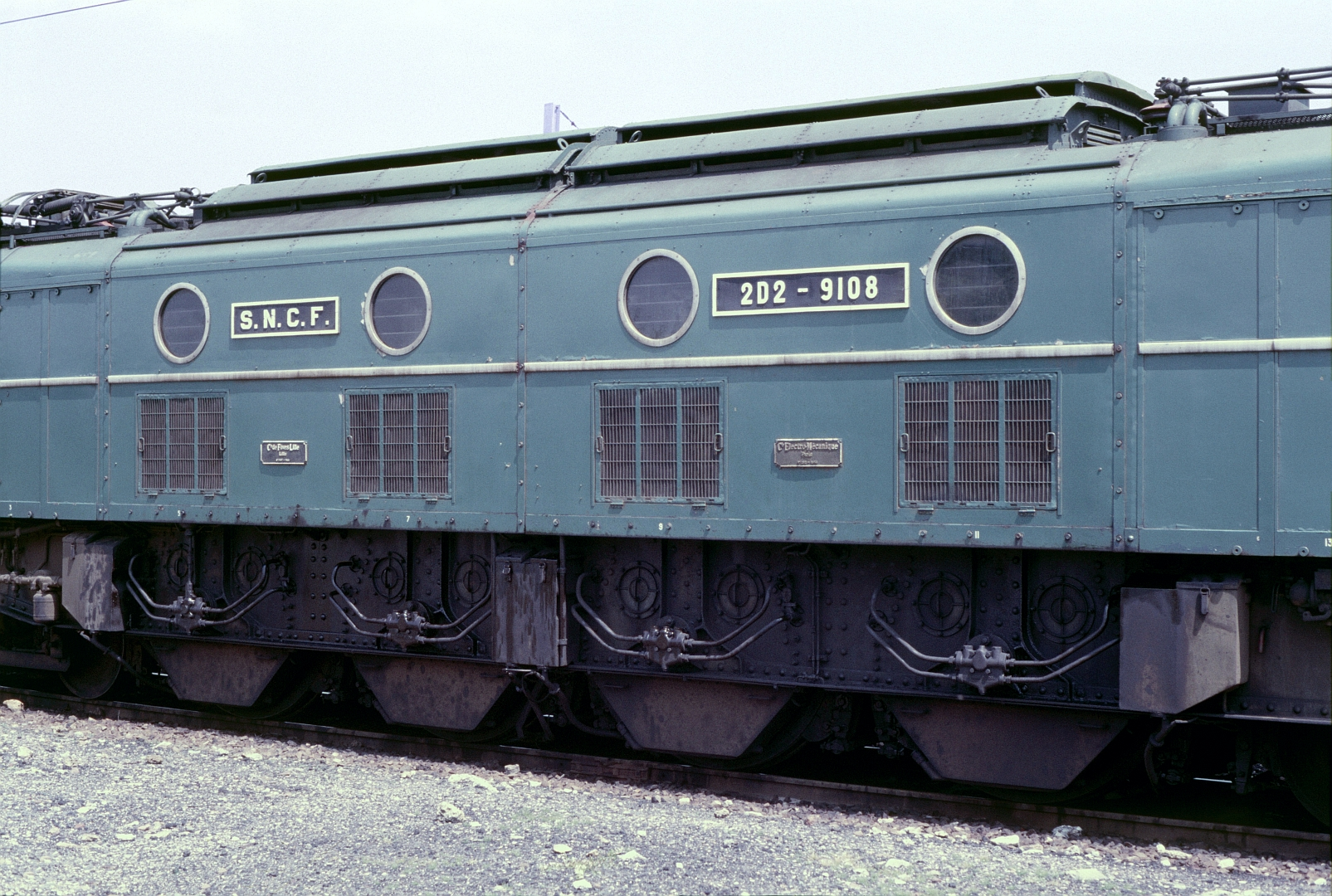
法国国铁2D2 9100型电力机车的走行部，驱动装置采用双边传动和辅助框架结构

布赫利驱动方式传统上一般采用内侧构架，即大齿轮和弹性联轴器布置在车轮外侧；但如果由于某些原因或限制致使联轴器只能布置在车轮内侧时，就必须采用外侧构架的结构，并且需要在车轴外面套装一根与车架固定的空心轴，使大齿轮可以在固定空心轴上转动。采用外侧构架的车型包括宾夕法尼亚铁路O1b型电力机车、德意志国铁路ET11 01号电力动车组等。
当牵引电动机输出功率较大时，布赫利驱动装置也可以采用双边传动，也就是说牵引电动机电枢轴两端均设有小齿轮，两边车轮亦装有大齿轮和弹性联轴器，相比单边齿轮单边传动结构，双边传动能传递更大的扭矩和功率。法国国家铁路的2D2 5400、2D2 5500、2D2 9100型电力机车就采用了双边传动结构，这种传动方式不仅有利于机车车体的重量平衡，并且其两边车轮的连杆机构还以彼此相对180°的方式布置，目的是为了减少两边驱动装置的角速度波动和不平衡力。
除此之外，布赫利驱动装置除了可使用通常的单轴驱动形式（一台牵引电动机驱动对应的一个轮对）外，也可以由两台牵引电动机共同驱动一个轮对，每组驱动装置包含两个小齿轮和一个大齿轮，其他部分与一般单边传动的驱动装置并无二致，应用例子有宾夕法尼亚铁路O1b型电力机车。

## 使用情况

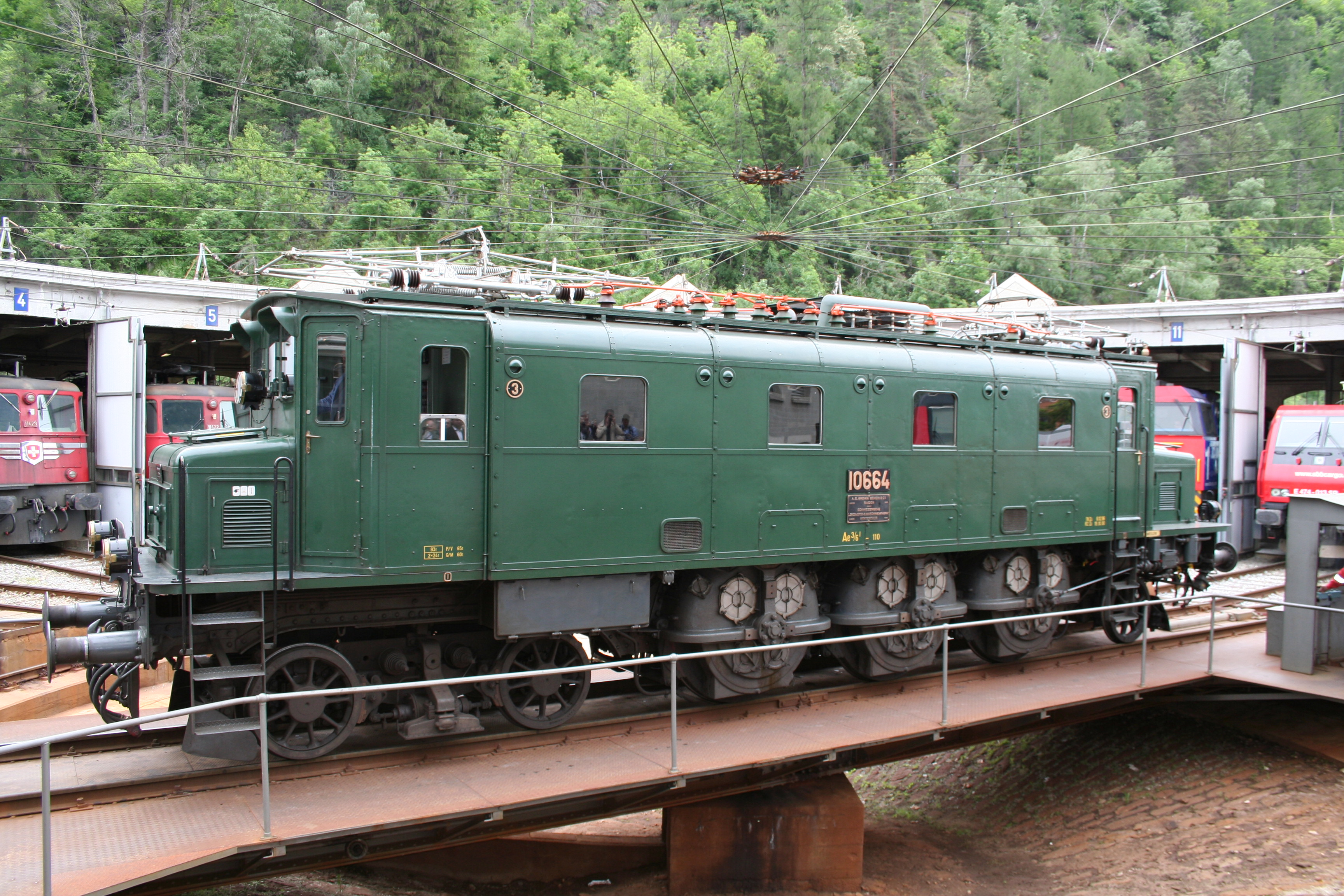
瑞士联邦铁路Ae 3/6^{I}型电力机车

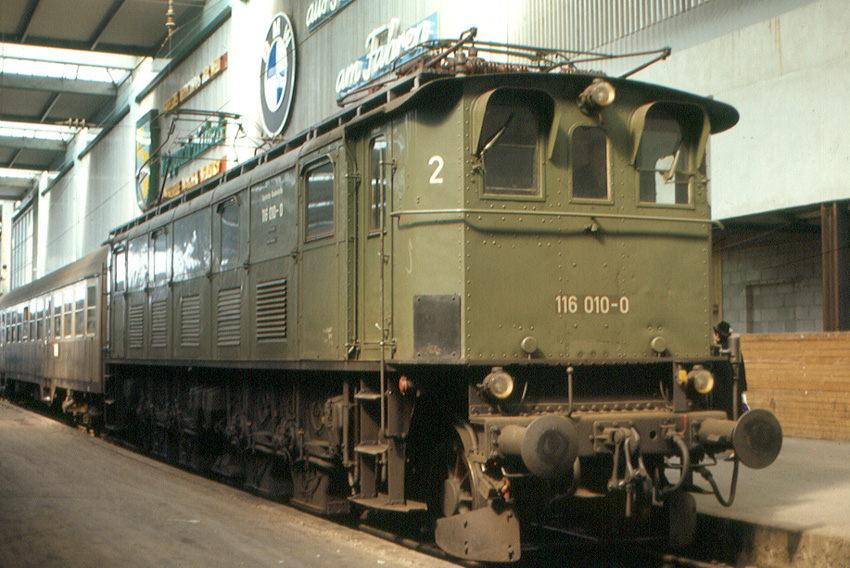
德意志国铁路E16型电力机车

在二十世纪初，随着电气化铁路的发展以及列车运行速度的提高，各国铁路开始考虑降低机车簧下重量、减少轮轨作用力、提高动力学性能的办法，例如美国西屋电气公司首先发明了采用弹簧联轴器的轮对空心轴驱动装置，而在大洋彼岸的欧洲亦出现了采用连杆关节机构的布赫利驱动方式和欧瑞康驱动方式。1918年，布赫利驱动装置首次装用于瑞士联邦铁路Fb 2/5型电力机车上，与同车安装的欧瑞康驱动装置进行对比试验，其后又在1922年试制的Ae 4/8型电力机车上作出进一步的试验。
穿越圣哥达山口的圣哥达铁路成功完成电气化改造后，瑞士联邦铁路开始将铁路电气化推进到平原地区。为此，瑞士机车和机器制造厂（SLM）和勃朗-包维利股份公司（BBC）共同开发了Ae 3/6I型电力机车，最高运行速度可达110公里/小时；由于布赫利驱动装置在这款快速客运电力机车上表现出良好的性能，瑞士联邦铁路总共订购了114台该型电力机车，并且在此基础上先后发展出Ae 4/7、Ae 8/14型电力机车。事实上，Ae 3/6I型电力机车也是瑞士铁路史上最长寿的铁路机车之一，从1921年投入使用至1994年退出现役为止，使用寿命长达73年。
1920年代中期，法国的巴黎－奥尔良铁路公司为了满足电气化后的营运需要，分别向匈牙利、瑞士、美国订购了三种不同的电力机车，其中由瑞士SLM、BBC公司制造的E 501/502号电力机车采用了布赫利驱动装置，构造速度为130公里/小时。由于铁路公司对于原型车的性能颇为满意，因此后来又分批订购更多该型电力机车，后来改称为法国国铁2D2 5500型电力机车。其后面世的2D2 5400、2D2 9100型电力机车亦采用了布赫利驱动装置。
德国亦曾经引进过采用布赫利驱动装置的快速客运电力机车，即德意志国铁路E16型电力机车。1920年代末，德意志国铁路对E16型电力机车与采用AEG-克莱诺夫弹簧驱动装置的E21.0型电力机车进行了对比试验，然而德意志国铁路认为后者具有较佳的传动性能和经济性，以后批量采购的各型电力机车均统一采用AEG-克莱诺夫弹簧驱动装置，因此E16型电力机车亦成为德国唯一一款采用布赫利驱动装置的铁路机车。
由于布赫利驱动装置的连杆机构结构复杂且需要保证润滑，因此其组装和维护也比其他类型的驱动装置较为困难；加上因为齿轮罩上设有两个销轴孔，如果密封结构不当，砂石尘埃等杂质会由此进入关节机构，而影响驱动装置的性能和可靠性。1950年代起，随着轮对空心轴驱动方式和电机空心轴驱动方式的普及，布赫利驱动装置亦逐渐被淘汰。
| 使用布赫利驱动装置的机车车辆及主要参数 | 使用布赫利驱动装置的机车车辆及主要参数 | 使用布赫利驱动装置的机车车辆及主要参数 | 使用布赫利驱动装置的机车车辆及主要参数 | 使用布赫利驱动装置的机车车辆及主要参数 | 使用布赫利驱动装置的机车车辆及主要参数 | 使用布赫利驱动装置的机车车辆及主要参数 | 使用布赫利驱动装置的机车车辆及主要参数 | 使用布赫利驱动装置的机车车辆及主要参数 | 使用布赫利驱动装置的机车车辆及主要参数 | 使用布赫利驱动装置的机车车辆及主要参数 |
| 使用国家                               | 铁路公司                               | 型号                                   | 制造年份                               | 制造厂                                 | 产量                                   | 轴式                                   | 构造速度                               | 牵引功率                               | 重量                                   | 备注                                   |
| -------------------------------------- | -------------------------------------- | -------------------------------------- | -------------------------------------- | -------------------------------------- | -------------------------------------- | -------------------------------------- | -------------------------------------- | -------------------------------------- | -------------------------------------- | -------------------------------------- |
| 瑞士                                   | 瑞士联邦铁路                           | Fb 2/5                                 | 1918年                                 | SLM、BBC                               | 1                                      | 1'(1Bo)1'                              | 75 km/h                                | 736 kW                                 | 75 t                                   | 另一动轴采用欧瑞康驱动装置             |
| 瑞士                                   | 瑞士联邦铁路                           | Ae 3/6I                                | 1920年—1929年                          | SLM、BBC、MFO、SAAS                    | 114                                    | 2'Co1'                                 | 110 km/h                               | 1600 kW                                | 96 t                                   | 瑞士联邦铁路第一款批量生产的电力机车   |
| 瑞士                                   | 瑞士联邦铁路                           | Ae 4/8                                 | 1922年                                 | SLM、BBC                               | 1                                      | (1'Bo1')(1'Bo1')                       | 90 km/h                                | 1885 kW                                | 127 t                                  | 其中两根动轴采用欧瑞康驱动装置         |
| 瑞士                                   | 瑞士联邦铁路                           | Ae 4/7                                 | 1927年 —1934年                         | SLM、BBC、MFO、SAAS                    | 127                                    | 2'Do1'                                 | 100 km/h                               | 2300 kW                                | 123 t                                  |                                        |
| 瑞士                                   | 瑞士联邦铁路                           | Ae 8/14 11801                          | 1931年                                 | SLM、BBC                               | 1                                      | (1A)A1A(A1)+(1A)A1A(A1)                | 100 km/h                               | 5514 kW                                | 240 t                                  |                                        |
| 德国                                   | 德意志国铁路                           | E16                                    | 1926年—1933年                          | 克劳斯、BBC                            | 21                                     | 1'Do1'                                 | 120 km/h                               | 2340 kW                                | 110 t                                  |                                        |
| 德国                                   | 德意志国铁路                           | ET11 01                                | 1935年                                 | ME、BBC                                | 1                                      | Bo'2'+2'Bo'                            | 160 km/h                               | 1413 kW                                | 104 t                                  | 电力动车组                             |
| 法國                                   | 法国国家铁路                           | 2D2 5501～5502                         | 1925年                                 | SLM、BBC                               | 2                                      | 2'Do2'                                 | 130 km/h                               | 3052 kW                                | 125 t                                  | 双边传动                               |
| 法國                                   | 法国国家铁路                           | 2D2 5503～5530                         | 1933年—1943年                          | FL、CEM                                | 2                                      | 2'Do2'                                 | 130 km/h                               | 3052 kW                                | 125 t                                  | 双边传动                               |
| 法國                                   | 法国国家铁路                           | 2D2 9100                               | 1950年—1951年                          | FL、CEM                                | 2                                      | 2'Do2'                                 | 140 km/h                               | 3687 kW                                | 144 t                                  | 双边传动                               |
| 印度尼西亞                             | 荷属东印度国家铁路                     | 3000                                   | 1924年—1927年                          | SLM、BBC                               | 4                                      | (1A)Bo(A1)                             | 90 km/h                                | 1040 kW                                | 70 t                                   | 窄轨机车                               |
| 日本                                   | 日本鐵道省                             | ED54                                   | 1926年                                 | SLM、BBC                               | 2                                      | 1ABA1                                  | 100 km/h                               | 1540 kW                                | 77.75 t                                | 窄轨机车                               |
| 捷克斯洛伐克                           | 捷克斯洛伐克国家铁路                   | E.465                                  | 1927年                                 | ČKD、BBC                               | 2                                      | 1'Do1'                                 | 90 km/h                                | 1306 kW                                | 78.6 t                                 |                                        |
| 西班牙                                 | 西班牙国家铁路                         | 272                                    | 1928年                                 | B&W、BBC                               | 12                                     | (2'Co)(Co2')                           | 110 km/h                               | 2030 kW                                | 145 t                                  |                                        |
| 印度                                   | 印度铁路                               | WCP-1                                  | 1928年—1930年                          | MV、SLM                                | 22                                     | 2-Bo-A1                                | 120 km/h                               | 2160 kW                                | 105 t                                  | 宽轨机车                               |
| 印度                                   | 印度铁路                               | WCP-2                                  | 1928年                                 | MV、SLM                                | 1                                      | 2-Bo-A1                                | 120 km/h                               | 2160 kW                                | 105 t                                  | 宽轨机车                               |
| 印度                                   | 印度铁路                               | WCP-3                                  | 1928年                                 | HL、GEC                                | 1                                      | 2'Co2'                                 | 120 km/h                               | 2250 kW                                | 113 t                                  | 宽轨机车                               |
| 印度                                   | 印度铁路                               | WCP-4                                  | 1928年                                 | HL、BBC                                | 1                                      | 2'Co2'                                 | 120 km/h                               | 2390 kW                                | 111 t                                  | 宽轨机车                               |
| 義大利                                 | 环维苏威铁路                           | 0300                                   | 1931年、1934年                         | TIBB                                   | 5                                      | 1'Do1'                                 | 64 km/h                                | 760 kW                                 | 59.5 t                                 | 窄轨机车                               |
| 美国                                   | 宾夕法尼亚铁路                         | O1b                                    | 1931年                                 | PRR、BBC                               | 1                                      | 2'Bo2'                                 | 140 km/h                               | 1600 kW                                | 140 t                                  | 外侧车架                               |
| 巴西                                   | 圣保罗铁路                             | 320                                    | 1932年                                 | SLM、BBC                               | 1                                      | 1'Do1'                                 | 80 km/h                                | 1850 kW                                |                                        | 宽轨机车                               |

## 参看
- 架悬式驱动方式
  - 轮对空心轴驱动方式
  - 电机空心轴驱动方式
  - 鼓形齿联轴器驱动方式
  - 挠性板联轴器驱动方式